# あゝ無情 (アン・ルイスの曲)
「あゝ無情」（ああむじょう）は、アン・ルイスの27枚目のシングル。1986年4月21日にビクター音楽産業より発売された。規格品番はSV-9116。
同年7月21日には、B面曲を「脳波 How Too Rock'n Roll」に差し替えた12インチシングル盤、2006年7月19日にはフジテレビ系木曜劇場『不信のとき〜ウーマン・ウォーズ〜』の主題歌として、マキシシングルにフォーマットを変更しそれぞれ発売された。

## 収録曲

### 7インチEP盤
1. あゝ無情
作詞: 湯川れい子 / 作曲: NOBODY / 編曲: 佐藤準
2. TRIANGLE BLUE
作詞・作曲: Annie / 編曲: 佐藤準

### 12インチシングル盤
1. あゝ無情 (Long Version)
作詞: 湯川れい子 / 作曲: NOBODY / 編曲: 佐藤準
2. 脳波 How Too Rock'n Roll
作詞・作曲: Annie / 編曲: Annie, W/PINX

### マキシシングル（2006年）
1. あゝ無情
作詞: 湯川れい子 / 作曲: NOBODY / 編曲: 佐藤準
2. WOMAN
作詞: 石川あゆ子 / 作曲: 中崎英也 / 編曲: 佐藤準
3. あゝ無情（オリジナル・カラオケ）
4. WOMAN（オリジナル・カラオケ）

## カバー
| アーティスト     | 収録作品                                            | 発売日        | 備考                                                                           |
| あゝ無情         | あゝ無情                                            | あゝ無情      | あゝ無情                                                                       |
| ---------------- | --------------------------------------------------- | ------------- | ------------------------------------------------------------------------------ |
| 西寺実           | 『ふぞろいのロックたち 其之壱』                     | 2009年2月11日 | EARTHSHAKERの西田昌史、SHOW-YAの寺田恵子、LOUDNESSの二井原実による音楽ユニット |
| 明美（高橋李依） | 『TVアニメ「スナックバス江」Cover Song Collection』 | 2024年4月3日  | テレビアニメ『スナックバス江』第6話エンディングテーマ                          |

## 参考資料
- オリコン『SINGLE CHART-BOOK COMPLETE EDITION 1968-2005』オリコン・マーケティング・プロモーション、2006年4月。ISBN 9784871310765。
- me-mySELF-ann-i “refreshed” セルフライナーノーツ –  Columbia Music Entertainment